# جایزه ماگریت
جایزه ماگریت (فرانسوی: Magritte du cinéma‎) نام یک جایزهٔ سینمایی است که توسط «آکادمی آندره دِلوو» در کشور بلژیک به برترین‌های صنعت فیلم در آن کشور اهدا می‌شود.
این جایزه که از «جایزه سزار» در فرانسه الگوبرداری شده است، برجسته‌ترین جایزهٔ سینمایی در کشور بلژیک است و در سال ۲۰۱۱ میلادی پایه‌گذاری شد.
جایزهٔ ماگریت معادلِ بلژیکی جایزه اسکار (در آمریکا) است.